# Grnčar (Babušnica)
Pour les articles homonymes, voir Grnčar.
Grnčar (en serbe cyrillique : Грнчар) est un village de Serbie situé dans la municipalité de Babušnica, district de Pirot. Au recensement de 2011, il comptait 88 habitants.
Grnčar est situé sur les bords de la Lužnica, un affluent de la Vlasina.

## Démographie
| 1948 | 1953 | 1961 | 1971 | 1981 | 1991 | 2002 | 2011 |
| ---- | ---- | ---- | ---- | ---- | ---- | ---- | ---- |
| 741  | 737  | 668  | 508  | 342  | 217  | 159  | 88   |

|  |